# フラットライナーズ
『フラットライナーズ』（Flatliners）は、1990年にアメリカで製作されたサスペンス映画。

## ストーリー
医大生のネルソンは死後の世界に強い興味を持ち、同じ医大生4人を誘ってある実験を計画する。それは人工的に心臓を停止させ、1分後に蘇生させることで、実際に臨死体験をするという危険なものだった。この危険な誘いに、ネルソン同様死後の世界に興味を持つ4人は、つい手を貸してしまう。そして実験から数日後、臨死体験したネルソンは、奇妙な幻覚に襲われ始める。

## キャスト
| 役名                   | 俳優                       | 日本語吹替 | 日本語吹替   |
| 役名                   | 俳優                       | ソフト版   | 日本テレビ版 |
| ---------------------- | -------------------------- | ---------- | ------------ |
| ネルソン・ライト       | キーファー・サザーランド   | 菅生隆之   | 土師孝也     |
| レイチェル・マナス     | ジュリア・ロバーツ         | 土井美加   | 岡本麻弥     |
| デヴィッド・ラブレシオ | ケヴィン・ベーコン         | 野沢那智   | 大塚芳忠     |
| ジョー・ハーレー       | ウィリアム・ボールドウィン | 納谷六朗   | 堀内賢雄     |
| ランディ・ステックル   | オリヴァー・プラット       | 牛山茂     | 塩屋翼       |

- ソフト版：VHS・DVD・BD収録
- 日本テレビ版：初回放送1996年5月10日『金曜ロードショー』

## リメイク版
本作のリメイク版が2017年9月29日より北米で公開された。ニールス・アルデン・オプレヴが監督を務め、主演はエリオット・ペイジ。キーファー・サザーランドもオリジナル版に続き出演する。